# Барбери (Калвадос)
Барбери (фр. Barbery) насеље је и општина у северној Француској у региону Доња Нормандија, у департману Калвадос која припада префектури Кан.
По подацима из 2011. године у општини је живело 761 становника, а густина насељености је износила 88,49 становника/km². Општина се простире на површини од 8,6 km². Налази се на средњој надморској висини од 285 метара (максималној 193 m, а минималној 77 m).

## Демографија
| 1962. | 1968. | 1975. | 1982. | 1990. | 1999. | 2011. |
| ----- | ----- | ----- | ----- | ----- | ----- | ----- |
| 363   | 390   | 366   | 497   | 500   | 524   | 761   |

График промене броја становника у току последњих година